# Scott Walker
Scott Walker, születési nevén Noel Scott Engel (Hamilton, Ohio, 1943. január 9. – London, 2019. március 22.) amerikai énekes. Pop, rock, experimental music és klasszikus zene műfajokban játszott.

## Pályafutása
Már kiskorában érdekelte a zene és a szereplés, az 1950-es években gyerekszínész is volt egy rövid ideig. 1959-ben Kaliforniában lakott családjával. Mikor Los Angelesbe költözött, elkezdte érdekelni a progresszív jazz műfaja. Rajongott az európai filmekért is. 
Az 1960-as években a "The Walker Brothers" pop trió frontembere volt. 1969-ben a "barokk pop" stílusba mozdult el két albumával. Ezek után pedig inkább a "kísérletezős zene" (experimental music) műfajban készített albumokat. Második és negyedik nagylemezei szerepelnek az 1001 lemez, amit hallanod kell, mielőtt meghalsz című könyvben.

## Diszkográfiája
- Scott (1967)
- Scott 2 (1968)
- Scott 3 (1969)
- Scott: Scott Walker Sings Songs from his TV Series (1969)
- Scott 4 (1969)
- 'Til The Band Comes In (1970)
- The Moviegoer (1972)
- Any Day Now (1973)
- Stretch (1973)
- We Had It All (1974)
- Climate of Hunter (1984)
- Tilt (1995)
- The Drift (2006)
- Bisch Bosch (2012)
- Soused (a Sunn O)))-nal, 2014)
- The Childhood of a Leader (filmzene, 2016)
- Vox Lux (filmzene, 2018)